# Juliane Schäuble
Juliane Schäuble (* 1976 in Offenburg) ist eine deutsche Journalistin und Sachbuchautorin.

## Leben
Sie ist eine der drei Töchter des CDU-Politikers Wolfgang Schäuble und der ehemaligen Vorstandsvorsitzenden der Welthungerhilfe Ingeborg Schäuble. Sie hat drei Geschwister, darunter die Medienmanagerin Christine Strobl.
Schäuble besuchte für ein Jahr eine Highschool im US-Bundesstaat Texas. Später studierte sie 1999 ein Semester Außenpolitik der Vereinigten Staaten an der American University in Washington, D.C. und arbeitete in Teilzeit beim American Council of Young Political Leaders (ACYPL). Nach dem Erwerb eines Masters in Politikwissenschaften an der Universität Potsdam kam sie zum Tagesspiegel, zunächst ab 2005 als Volontärin. Von 2009 bis 2010 durchlief sie das Media Manager Programm des Verlags Georg von Holtzbrinck. Später wurde sie bei dem Blatt Redakteurin im Ressort Wirtschaft und dann stellvertretende Ressortleiterin für Politik. Im Januar 2014 übernahm sie dort die Ressortleitung Politik. Ab dem 1. Juni 2018 war sie Korrespondentin des Tagesspiegels in Washington, D.C. Zum 1. August 2025 wurde sie US-Korrespondentin der Zeit in Washington, D.C.
Juliane Schäuble durchlief 2003 das Manfred-Wörner-Seminar, wurde 2006 Fellow der Johanna-Quandt-Stiftung für Wirtschaftsjournalisten (Herbert Quandt Medien-Preis) und ist seit 2008 als Alumna des Atlantik-Brücke Young Leaders-Programms Mitglied der Atlantik-Brücke. 2011 besuchte sie über das Project Interchange (PI) Israel und blieb der Organisation weiterhin als Moderatorin oder Sprecherin verbunden.
Des Weiteren moderiert sie regelmäßig Diskussionsrunden für die Atlantik-Brücke und tritt im Fernsehen auf. In Kooperation mit der Freie Universität Berlin und der Schwarzkopf-Stiftung entwickelte und organisierte sie eine Serie politischer Konferenzen. 2014 engagierte sie sich in der gemeinnützigen Organisation Leadership Berlin – Netzwerk Verantwortung und nahm an Young Leader's Konferenzen deren Councils in den Vereinigten Staaten und Italien teil.
Im Jahr 2015 wurde sie Mitglied der Transatlantic Core Group, einer Organisation der BMW Foundation Herbert Quandt, der Robert Bosch Stiftung, der Denkfabrik Chicago Council on Global Affairs und der Denkfabrik und Public-Policy-Gruppe Atlantic Council.

## Publikation
- mit Annett Meiritz: Guns n’ Rosé. Konservative Frauen erobern die USA. Ch. Links Verlag, Berlin 2022, ISBN 978-3-8412-3099-7.